# Gフォース・GF09
Gフォース・GF09（G-Force GF09）は、アメリカのレーシングカーコンストラクター、エラン・モータースポーツ・テクノロジーズがパノスに開発・製造したフォーミュラカーで、パノスに買収される前にGフォースがインディカー・シリーズで使用するために開発・製造を行っていた。その後、インディカー・レースで最も多く使用されたのはGフォース・GF09B（G-Force GF09B）で、買収後に名称を変更したパノス・GF09C（Panoz GF09C）が続いた。
GF09が最後に登場したのは、2008年のインディ500の練習走行で、アメリカン・ドリーム・モータースポーツから参戦したフィリップ・ギーブラーがクラッシュし、予選落ちを喫した。2008年以降、インディカー・シリーズ全チームがダラーラ・IR-05に切り替えた為、パノスはインディカー・シリーズへの参戦を事実上中止し、スポーツカー耐久レースに専念した。